# Chapelle Sainte-Anne de Ploemeur
La chapelle Sainte-Anne est située à Ploemeur dans le Morbihan.

## Historique
La chapelle Sainte-Anne est construite au XVIe siècle, sur un plan rectangulaire. La voûte de la nef est en bois.
La chapelle Sainte-Anne et son calvaire font l’objet d’une inscription au titre des monuments historiques depuis le 15 janvier 1944.

### Sources et bibliographie
- Maryvonne Moy, « La chapelle Sainte-Anne », Les cahiers du pays de Ploemeur, no 5,‎ novembre 1996, p. 13-17 (ISSN 1157-2574)